# Nhà thờ Bảo Lộc
Nhà thờ Bảo Lộc là một trong những nhà thờ của giáo hội Công giáo Việt Nam. Đây được coi là nhà thờ có sức chứa lớn nhất ở Việt Nam, với khả năng chứa khoảng 3000 giáo dân và là nhà thờ có hình "Bánh chưng bánh giầy" duy nhất ở Việt Nam. Đây cũng là nhà thờ Công giáo có những công trình kiến trúc độc đáo, thu hút nhiều du khách tham quan tại Bảo Lộc, Lâm Đồng.

## Vị trí
Nhà thờ Bảo Lộc, nằm trên quốc lộ 20, thuộc Phường Blao, thành phố Bảo lộc, tỉnh Lâm Đồng (thuộc Giáo hạt Bảo Lộc, Giáo phận Đà Lạt).

## Xây dựng
Nhà thờ Bảo Lộc được xây dựng từ năm 1994, khánh thành năm 1999, theo đồ án thiết kế của kiến trúc sư Ngô Viết Thụ (Khôi nguyên La Mã - Prix de Rome), với sự tham gia thực hiện đồ án của kiến trúc sư Nguyễn Hồng Sơn. Theo các nhà nghiên cứu lịch sử kiến trúc Việt Nam, thì nhà thờ Bảo Lộc là công trình cuối cùng của kiến trúc sư Ngô Viết Thụ (tác giả của đồ án thiết kế Dinh Độc Lập, dinh của Tổng thống Việt Nam Cộng hòa trước đây).

## Ý nghĩa công trình
Qua đồ án, Kiến trúc sư Ngô Viết Thụ "diễn tả nguyên tắc dùng hài hoà khối bằng kim số" một cách tinh vi và khoa học. Tuy mang dáng dấp kiến trúc Tây Phương, nhưng nhà thờ lại có những nét dân tộc độc đáo. Phía ngoài hình vuông tượng trưng cho đất. Phía trong hình tròn tượng trưng cho trời, được chống đỡ bởi 12 cây cột biểu hiệu cho 12 tông đồ của Giáo hội Công giáo.
Kiến trúc nhà thờ là sự phối hợp rất rõ giữa hai khối mỹ thuật VUÔNG (hình chiếc bánh chưng) và TRÒN (hình chiếc bánh giầy), tượng trưng cho "Trời tròn đất vuông". Điều này gợi cho các tín hữu cũng như du khách đến nhà thờ nghĩ đến truyền thống văn hóa và lịch sử Việt Nam qua sự tích "Bánh chưng bánh giầy" thời các vua Hùng.
Phần trần nhà thờ là một mái vòm tròn đường kính 36m, được chia thành 12 cánh ôm lấy vòng trung tâm (đường kính 6m). Trần nhà thờ được làm bằng chất liệu thạch cao với những nét khắc tinh tế, đây cũng là điểm nhấn của công trình này. Trong nhà thờ có bộ tranh kính màu có diện tích 66m2 gồm 33 bức, đây cũng là bộ tranh kính màu lớn nhất trong các nhà thờ của Việt Nam.

## Lịch sử
Sự hình thành Giáo xứ Bảo Lộc gắn liền với sự hình thành vùng Blao, nên cũng có một lịch sử lâu đời và trải qua nhiều thay đổi
Đầu thế kỷ 20, vùng Blao (được đổi lại là Bảo Lộc từ năm 1960) còn là rừng rú hoang dã, với vài ba làng người dân tộc (Công Hinh, Đạ Bình, Công Hinh Đăng, Công Hinh Đà, Công Hinh Conteh, Công Hinh Blach, Công Hinh Blao) sinh sống rải rác.
Năm 1930 người Pháp đến đây lập Trung tâm thực nghiêm Canh Nông và mở đồn điền Cà Phê, vài ba trại công nhân (đa số là người dân tộc, chỉ có ít người kinh) được thành lập để mở quốc lộ.
Năm 1934, quốc lộ được khánh thành, việc đi lại dễ dàng hơn: ban đầu 6 gia đình người kinh (3 gia đình là Công giáo) kế đó thêm nhiều gia đình khác ồ ạt tới lập nghiệp. Thời gian này, Linh mục chánh xứ Jean Cassaigne và linh mục phó Nguyễn Vĩnh Tiên của họ Di Linh thỉnh thoảng xuống làm lễ và chuẩn bị lập giáo xứ Blao.
Tháng 5 năm 1948, Linh mục Giacôbê Nguyễn Văn Mầu (sau này là Giám mục Vĩnh Long) về nhận xứ và bắt đầu hình thành giáo xứ, đồng thời cũng khởi công xây nhà thờ, nhà xứ.
Sau hơn ba năm xây dựng, năm 1957, nhà thờ cũ của Bảo Lộc được khánh thành. Nhà thờ có chiều dài 41m, rộng 14m, tháp chuông cao 18m.
Vì là một giáo xứ có đông đảo tín hữu và là nơi sinh hoạt về Phụng vụ của giáo hạt nhưng nhà thờ lại khá nhỏ và cũ, nên linh mục Vương Văn Điền đã phác họa và khởi công xây dựng nhà thờ mới. Nhà thờ mới phải có tầm vóc quy mô cho mọi sinh hoạt Phụng Vụ chung của cả giáo hạt.
Năm 1993, kiến trúc sư Ngô Viết Thụ đã thiết kế đồ án ban đầu để xây dựng nhà thờ Bảo Lộc là: phần nhà thờ có diện tích 60mx 60m= 360 m², không kể công trình phụ là tháp chuông bên cạnh. Nếu thực hiện đúng thiết kế thì nhà thờ Bảo Lộc sẽ là nhà thờ lớn nhất Việt Nam và Đông Nam Á. Nhưng khi mới chỉ thực hiện được một phần 20 của công trình thì linh mục Vương Văn Điền chánh xứ nhà thờ, người phụ trách quản lý trông coi việc xây dựng nhà thờ qua đời. Việc xây dựng nhà thờ do đó bị bỏ dở dang, công việc xây cất đã bị ngưng lại một năm.
Năm 1995, chương trình xây dựng ngôi Thánh đường mới đã được khởi công, nhưng công trình mời vừa được thực hiện thì linh mục Vương Văn Điền bị bệnh và qua đời tháng 2 năm 1996.
Tháng 4 năm 1996, linh mục Giuse Nguyễn Hữu Duyên được bổ nhiệm làm quản xứ mới, đã tiếp tục công việc đang dang dở. Nhờ nỗ lực của linh mục quản xứ mới và sự cộng tác giáo dân trong và ngoài giáo phận, ngôi thánh đường mới đã hoàn thành được những phần cơ bản và được đưa vào sử dụng để chuẩn bị đón mừng cho Năm Thánh 2000. Do khó khăn về tài chánh, nhà thờ đã được thu nhỏ lại, chỉ bằng 1/2 diện tích so với đồ án nguyên thủy.
Ngày 31 tháng 5 năm 1999, giám mục Phêrô Nguyễn Văn Nhơn đã chủ sự thánh Lễ khánh thành và cung hiến nhà thờ Bảo Lộc.